# Goyataca
Goyataca (Aitacaz, Goitacá, Goitacaz, Goitacazes, Goitaká, Goytacá, Guaitacá, Waitaká, Waitaka,  Waytaká).- Indijanski nomadski narod porodice Goyatacan nastanjen u rano kolonijalno doba u brazilskoj državi Rio de Janeiro, na sjevernim ravnicama i slanim močvarama (restingas), blizu rta São Tomé i između lagune Lagoa Feia i ušća Paraíbe. Podijeljeni su na 4 glavne grupe: Goitacá-Mopi, Goitacá-Jacorito, Goitacá-Guassu (Goitacá-Guaçu) i Goitacá-Mirim. Čestmír Loukotka pretpostavlja da bi mogli jezično biti predstavnici populacije Puri-Coroado govornika. Nestali su.

## Vanjske poveznice
- L'Italia in Brasile - Breve história da cidade de Macaé (RJ)
- Povos Indígenas - Os Primeiros Habitantes  Arhivirana inačica izvorne stranice od 14. studenoga 2006. (Wayback Machine)